# Об'ячевське сільське поселення
Об'я́чевське сільське поселення (рос. Обьячевское сельское поселение) — муніципальне утворення у складі Прилузького району Республіки Комі, Росія. Адміністративний центр — село Об'ячево.

## Історія
2016 року до складу поселення була включена територія ліквідованого Читаєвського сільського поселення.
2019 року до складу поселення була включена територія ліквідованого Чорниського сільського поселення (село Чорниш, селища Гиркашор, Усть-Лоп'ю).

## Населення
Населення — 7657 осіб (2019, 8627 у 2010, 9648 у 2002, 9884 у 1989).

## Склад
До складу поселення входять такі населені пункти:
| Населений пункт        | Населення, осіб (1989) | Населення, осіб (2002) | Населення, осіб (2010) |
| ---------------------- | ---------------------- | ---------------------- | ---------------------- |
| Біляєвська, присілок   | 213                    | 190                    | 175                    |
| Березники, присілок    | 103                    | 57                     | 33                     |
| Векшор, присілок       | 61                     | 53                     | 25                     |
| Гиркашор, селище       | 128                    | 95                     | 70                     |
| Загарська, присілок    | 264                    | 272                    | 250                    |
| Із'яшор, селище        | 257                    | 158                    | 80                     |
| Калінінська, присілок  | 483                    | 466                    | 446                    |
| Лукинчі, присілок      | 239                    | 39                     | 17                     |
| Маловильгорт, присілок | 71                     | 25                     | 18                     |
| Оброчна, присілок      | 135                    | 115                    | 101                    |
| Об'ячево, село         | 5035                   | 5835                   | 5699                   |
| Ожиндор, селище        | 619                    | 610                    | 307                    |
| Остаповська, присілок  | 289                    | 270                    | 241                    |
| Паневська, присілок    | 192                    | 133                    | 118                    |
| Пожмадор, присілок     | 24                     | 24                     | 12                     |
| Тарачево, присілок     | 5                      | 3                      | 2                      |
| Тупеговська, присілок  | 367                    | 144                    | 144                    |
| Усть-Лоп'ю, селище     | 417                    | 335                    | 259                    |
| Читаєво, село          | 385                    | 358                    | 281                    |
| Чорниш, село           | 597                    | 466                    | 349                    |